# Lygniodes hypopyrrha
Lygniodes hypopyrrha är en fjärilsart som beskrevs av Embrik Strand 1913. Lygniodes hypopyrrha ingår i släktet Lygniodes och familjen nattflyn. Inga underarter finns listade i Catalogue of Life.